# Christian Ide Hintze

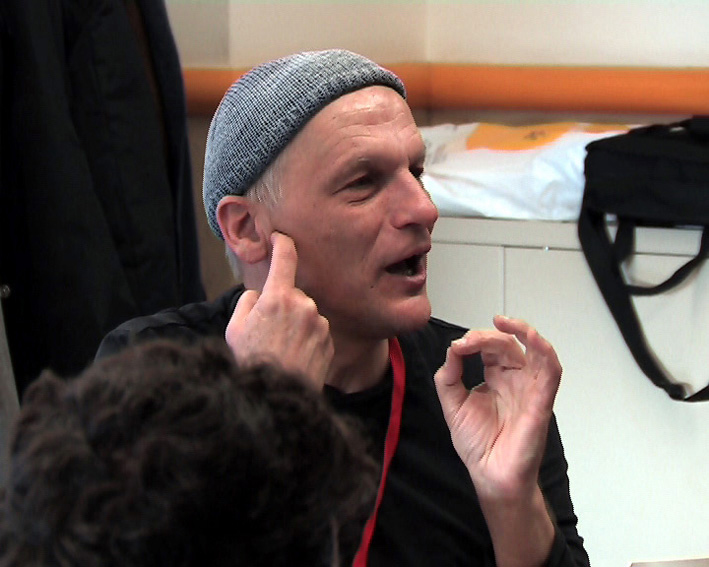
Christian Ide Hintze: Vortrag Universität Barcelona, 2009

Christian Ide Hintze (* 26. Dezember 1953 in Wien; † 10. Februar 2012 ebenda) war ein österreichischer Lyriker und Aktionskünstler, Performance- und Multimediapoet. Er folgte in seinen Arbeiten einer 7-dimensionalen Poetik: akustisch, visuell, literarisch, performativ, interaktiv, infrastrukturell und instruktiv.

## Biografie
Hintze vertrat einen weit gefassten Poesiebegriff, der von den Übergängen zwischen analogen und digalen Techniken geprägt ist. Er war Autor von Aktionen, Installationen und Songs, von Audio-, Video- und Performance-Gedichten, von Zettel-, Plakat- und Buchtexten. Er initiierte mit Sonja Moor, Christian Loidl, Christine Huber und Gertraud Marinelli-König die Schule für Dichtung in Wien und war seit 1992 ihr Direktor.

### Anfänge
Hintze wurde 1953 in Wien-Ottakring geboren, verbrachte seine Kindheit in Salzburg-Taxham und Laßnitzhöhe bei Graz und absolvierte die Matura in Wien-Landstraße. 1972 ging er nach München, arbeitete als Reinigungskraft, Prospektverteiler und Schlüsseldienst für die Olympischen Spiele und zog danach als Straßensänger durch Skandinavien, England, Frankreich und Spanien. Von 1973 bis 1977 studierte er an der Universität Wien Theater- und Kommunikationswissenschaften. 1976 realisierte er im Rahmen der „Szene der Jugend“ in Salzburg das Instant Street Drama „Kundgebung der Anwesenden“ und beteiligte sich in Wien an der Besetzung der ARENA. Im selben Jahr wurde er in Ostberlin von Organen der Volkspolizei wegen Verbreitens von Flugzettelgedichten verhaftet und verhört. 1978 folgte die Verurteilung wegen Beklebens des Wiener Burgtheaters mit Gedichten und Plakaten. Im Zuge seiner Aktionen ergaben sich Bekanntschaften mit H.C. Artmann, Wolfgang Bauer, Ernst Jandl, Friederike Mayröcker und Helmut Seethaler. 1979 wurde der unter der Regie von Alfred Kaiser entstandene Kinofilm „Zetteldämmerung“, ein auf den Straßen Deutschlands und den Niederlanden gedrehtes Porträt des Künstlers, uraufgeführt.

### 1980er
In den 1980er Jahren gelangten Hintzes Arbeiten aus dem Bereich „expanded poetry“ vermehrt in den Fokus der internationalen Wahrnehmung. Er verfasste tetralogische Sprachwerke, die aus akustischen, visuellen, literarischen und performativen Elementen bestehen, produzierte Beiträge für Buch-, Tonband-, Video- und CD-Anthologie n und war auf Festivals in Ljubljana, Den Haag, Turin, Tokio, Rio de Janeiro und Bern mit Audio-, Video- und Performance-Poesie vertreten. Aus Begegnungen mit dem burgenländischen Zeichner Emil Siemeister, dem US-amerikanischen Beat-Poeten Allen Ginsberg, dem französischen Audiopoeten Henri Chopin und dem österreichischen Popstar Falco entwickelten sich langjährige Bekanntschaften und Kollaborationen. 1984 baute Hintze in Wien, im Resselpark nahe der U-Bahn-Station Karlsplatz, einen Dichtertempel. Das Projekt „LI-TE“, eine closed-circuit-Installation im öffentlichen Raum, bestand aus vier Buchstabenskulpturen, einem hölzernen Trompetenkreuz und einer Hütte, in der Hintze drei Wochen lang lebte und arbeitet. Der Tempelbau wurde von der Firma GRUNDIG-Austria gesponsert und war mit drei Live-Kameras und elf Monitoren bestückt, über die 16 Videoloops liefen. 1987 erschien im Kölner Kiepenheuer & Witsch Verlag sein Gedichtebuch „Die goldene Flut“.

### 1990er
1990 besuchte Christian Ide Hintze auf Einladung Allen Ginsbergs die „Jack Kerouac School of Disbodied“ Poetics in Boulder, USA, und studierte die Arbeits- und Organisationsprinzipien einer „poetry school“. 1991 gründete er gemeinsam mit Sonja Moor, Christian Loidl, Christine Huber und Gertraud Marinelli-König die Schule für Dichtung in Wien, an der in der Folge H.C. Artmann, Wolfgang Bauer, Gerhard Rühm, Allen Ginsberg, Anne Waldman, Ed Sanders, Inger Christensen, Henri Chopin, Gert Jonke, Blixa Bargeld, Nick Cave, Falco, Sainkho Namtchylak, Marlene Streeruwitz, Robert Schindel, Ayu Utami, Humberto Ak’abal, Peter Rosei, Anne Tardos und viele andere namhafte Autorinnen und Autoren unterrichteten. 1992 erschien die CD „30 Rufe“, auf der Gedichte mit Audio-Samples, Drumcomputer, Solo- und Chorstimmen zu hören sind. 1993 unternahm Hintze auf Einladung Miguel Barnets und des kubanischen Schriftstellerverbands UNEAC eine Lesereise durch Kuba, die ihn nach Havanna, Cienfuegos und Holguín führte. Im selben Jahr unterrichtete er als erster westlicher Autor am Literaturinstitut Nguyen Du in Hanoi (Vietnam). 1996 initiierte er gemeinsam mit Fernando Rendón, Angela Garcia und Gabriel Jaime die Gründung der „escuela de poesía“ in Medellìn, Kolumbien. 1998 realisierte er im Kurbad Oberlaa das Projekt „Schreiben im Wasser“. Hintze wollte herausfinden, ob die phylogenetische Herkunft des Menschen aus dem Wasser etwas mit der Entstehung von Sprache und mit Phänomenen wie Reim und Refrain zu tun hat.

### 2000er
2000 erschien die CD „[ampf]“, eine Sammlung von zum Teil sehr kurzen, mit Hilfe der Programme SampleCell und ProTools produzierten asemantischen Audiopoemen. 2004 nahm Hintze an der österreichischen Vorausscheidung zum Eurovision Song Contest teil und erreichte den dritten Platz. Sein Beitrag, der Song „Link Love!,“ ist ein Statement gegen Rassismus und für gegenseitiges kulturelles Verständnis. Der Text besteht aus vielsprachigen Versionen von I love you. Im selben Jahr produzierte er anlässlich „75 Jahre Radio“ gemeinsam mit dem Komponisten Wolfgang Mitterer für den ORF das Auftragswerk „Langsam Mahlen“. 2007 trat Hintze mit einer Auswahl seiner performativen Poesie am Mailänder „Spazio Teatro No'hma“ auf. 2008 entwickelte er die auf Videoclips basierende Online-Plattform „ide7fold“, die erstmals eine integrale Darstellung seines Werks in den Kategorien „akustisch, visuell, literarisch, performativ, interaktiv, infrastrukturell“ und „instruktiv“ erlaubte. Die damit zusammenhängende „7-dimensionale Poetik“ (7fold poetics) präsentierte Hintze im November 2008 am finnischen Orivesi College of Art, im Februar 2009 an der Universität von Barcelona und im Oktober 2009 im Rahmen des internationalen Poesiefestivals von Oslo. 2009 Teilhaber des Unternehmens „acolono kg - produktion und vertrieb von zeitgenössischer kunst“. 2010 erschien die DVD „nantzn“, die 72 Stücke seiner asemantischen, performativen Poesie enthält.
Die Familie von Christian Ide Hintze gab am 20. Februar bekannt, dass der Autor in der Nacht vom 9. auf den 10. Februar 2012 in seiner Wohnung in Wien an akutem Herz-Kreislaufversagen verstorben sei. Hintze war Vater eines Sohnes.

## Werke (Auswahl)
- akustisch
  - Clavier-Apophthegmata. Gedichte für Sprechstimme und Klavier. Tonband, 18cm. P-Tapes, Wien 1983
  - 30 Rufe. Gedichte mit Audio-Samples, Drumcomputer, Solo- und Chorstimme. CD. extraplatte, Wien 1992. EX 162C
  - [ampf]. Notes, Poems, Sequences & Songs. CD. Extraplatte, Wien 2000. EX 462-2[8]
  - link love!. Songs und Videoclips. CD. Alphabet / Modena, Wien 2004. LC 08340
- visuell
  - Der Blick aus meinem Fenster. Super-8-Film. Farbe, 3 Minuten. ORF, Österreich 1974
  - Aus der Ferne lesbar. Plakataktion. Esslingen 1976
  - I-JAPA. Visuelle und gestische Poesie. Video. P-Tapes, Wien 1983
  - mmm. Nichtalphabetische Buchstabenzeichnungen. Video und 136 Zeichnungen. P-Tapes, Wien 1983, und WTG, Wien 2006
- literarisch
  - Zettelalbum. Straßentagebuch, Flugzetteltexte, Briefe von Passanten. Buch. 222 Seiten. Michael Schönemann Verlag, Kisslegg 1978. ISBN 3-921825-12-1
  - Die goldene Flut. 129 Gedichte. 200 Seiten. Buch. Verlag Kiepenheuer & Witsch, Köln 1987. ISBN 3-462-01815-9
  - Die lyrische Guerilla. Flugzettel, Reden, Interviews, Fotos, Aussendungen. Literatur zur Infrastruktur der Literatur. 1975–1992. Buch. edition selene, Klagenfurt 1993. ISBN 3-85266-011-4
  - La creciente dorada. 54 Gedichte. 116 Seiten. Mit einem Vorwort von Sonia Bravo Utrera und einem Klappentext von Esteban Moore. Buch. Editorial Graffiti, Montevideo 1996. ISBN 9974-551-59-5
  - Autoren als Revolutionäre. Dialoge mit Henri Chopin, Mircea Dinescu, Gioconda Belli, Anne Waldman, Allen Ginsberg, Ryszard Dreger, Anna Leska. Buch. edition selene, Wien 2002. ISBN 3-85266-176-5[9]
- performativ
  - Kundgebung der Anwesenden. Instant Street Drama. Salzburg 1976
  - Gold im Ofen. Theaterstück. Wiener Festwochen, Wien 1981
  - SPIN-NEN-AN-N. Langgedicht für Sprechstimme, Situation und Saxophon. Video. Edition Wienstärke-6, Wien 1986
  - Ceremonia di destituzione dalla carica de Kurt Waldheim. Aktion in einem Audio-Video-Schrift-Ambiente. Video. Advanced Visions. Rom 1988
  - nantzn. Asemantic performance poetry. DVD. Modena / [a:o], Wien 2010. ISBN 978-3-9502923-0-5
  - mamama papapa. Phonetic/graphemic performative dialogue with Emil Siemeister. DVD. Modena / [a:o], Wien 2010. ISBN 978-3-9502923-1-2
- interaktiv
  - Zettel. Flugblätter. Österreich, Deutschland (BRD+DDR), Holland, Schweiz 1974–78
  - E1. Kartenspiel für ein verstreutes Publikum. P-Papers, Wien 1977
  - IPPOI. Interactive Internet-Plattform. Austrian cultural forum New York, New York & internet 1995
  - internet-icons. Emoticons. Interaktives digitales Klassenzimmer. Schule für Dichtung, Wien & Internet 1997
- infrastrukturell
  - L-LI-OBO. 4-monitor installation in a wooden box. 4 looped videos. Body-voice-audio-video-dialogues. Mit Henri Chopin. Wells 1984
  - I-Tetralogie. Multimediales Sprachwerk. 1 Kartonbox mit xerokopierten Blättern, 1 Tonband, 2 Videobänder. P-Tapes, Wien 1984
  - Temple LI-TE. Closed circuit 4-media Installation im öffentlichen Raum. 4 Buchstabenskulpturen, 1 Trompetenkreuz, 1 Hütte. 11 Monitore, 3 Kameras, 22 Videotapes, 1 Schreibmaschine, 1 Tisch, 1 Sessel, 1 Bett. Sponsored by Grundig Austria, Wien 1984
- instruktiv
  - Poly Poetyca. Video. How I work with audio, video, voice, body & script. Wien 1988
  - Crixtian Idê Hintóxó, Viêt Nam. Dokumentation einer Lehrtätigkeit in Hanoi. Video. Farbe, 120 Minuten. Literaturinstitut Nguyên Du, Hanoi 1993
  - Voz y cuerpo. Dokumentation einer Lehrtätigkeit in Medellín. Video. Farbe. 60 Minuten. Produziert von Rodrigo Correa, Medellín 1996
  - Schreiben im Wasser. Dokumentation einer Lehrtätigkeit im Wasser. Video, Farbe. 20 Minuten. Edition Wienstärke-6 in Kooperation mit Helga Pesserer, Schule für Dichtung und Kurbad Oberlaa, Wien 1998
  - Internet Icons. Dokumentation einer Lehrtätigkeit im Internet. Materialien in: Orhan Kipcak, Barbara Ruhsmann (Hg.): 5 Internetklassen. Buch. edition schule für dichtung, Passagen Verlag. Wien 2000. ISBN 3-85165-438-2
  - Poetry in times of transition. Video auf www.ide7fold.net. Text in: Glòria Bordons (Hg.): Poesia contemporània, tecnologies i educació. Buch & DVD. Publicacions i Edicions Universitat de Barcelona. Barcelona 2010. ISBN 978-84-475-3430-2

## Arbeitsbeispiele

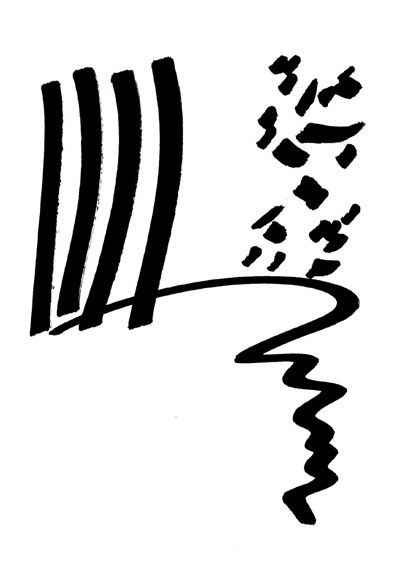
1983: „mmm 032“, nicht-alphabetische Buchstabenzeichnung
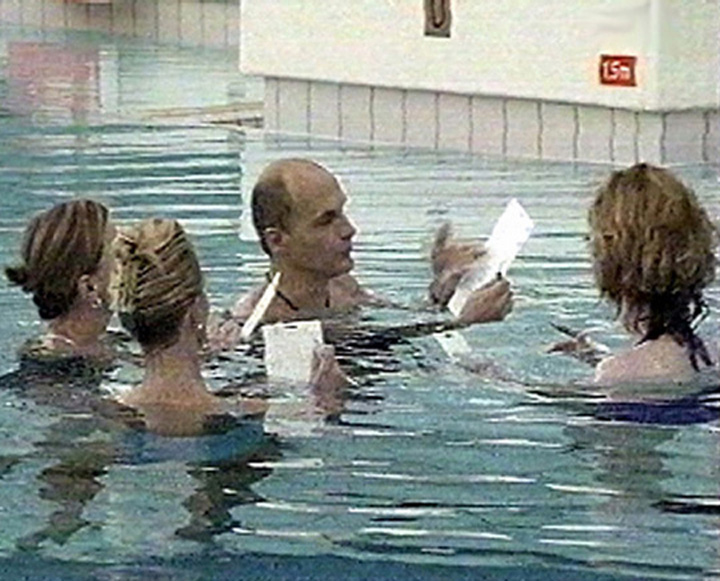
1998: „Schreiben im Wasser“, Kurbad Oberlaa
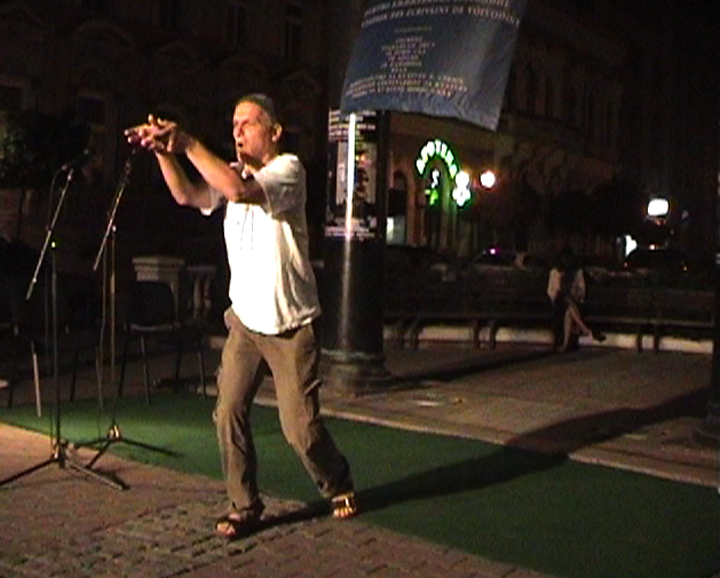
2008: „tr:“, performatives Gedicht
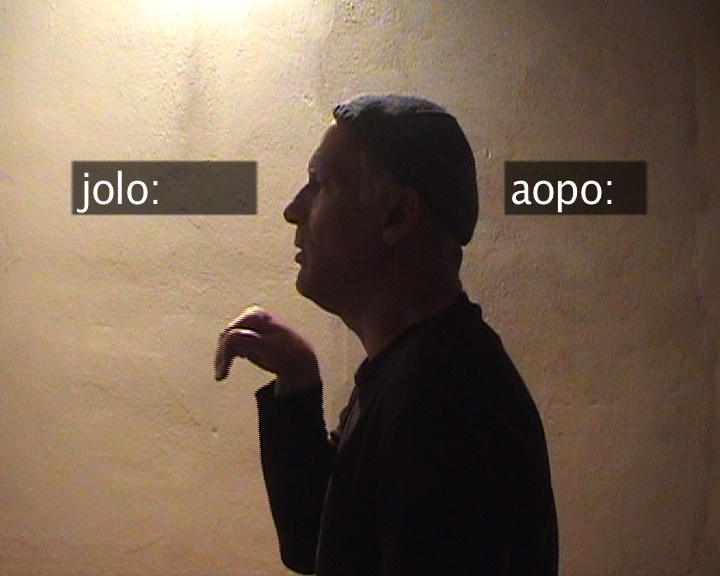
2009: „jolo:“, gestisch-graphemisches Gedicht

## Die goldene Flut
Hintzes Buch Die goldene Flut, eine poetische Auseinandersetzung mit Vergangenheit, Gegenwart und Zukunft der vagantischen Persönlichkeit, ist 1987 bei Kiepenheuer & Witsch in Köln erschienen. Seine, nach „Zettelalbum“ (1978) und „Arktische Hysterie“ (1982) dritte rein literarische Publikation wurde von der Kritik ausführlich gewürdigt und in mehrere Sprachen übersetzt.

„Was mich an Hintze fasziniert, ist die Wut, die Leidenschaft, mit der er ganz neu anfängt“

„Grandios die abschließende (elfseitige) Anrufung Sapphos und ihrer bunten „Thrones ewige Aphrodite““

„Pindar, Klopstock, Whitman, Rilke, Eliot, Ginsberg, Brinkmann. In diese Tradition gehört Hintzes Buch „Die goldene Flut““

„Das Vielvölkergemisch Wiens scheint sich unmittelbar auf das formale Prinzip der Verflechtungen ausgewirkt zu haben, nach dem die Texte der „Goldenen Flut“ organisiert sind.“

„Seine Suchaktionen haben etwas gemein mit den besten Äußerungen der nicaraguanischen Poesie (Cardenal, Coronel Urtecho) oder der verletzenden Ungezwungenheit der US-amerikanischen Beatnik-Bewegung.“

„Er ist immer für diejenigen aufgestanden und hat immer diejenigen gepriesen, die für Würde, Bescheidenheit und Sanftheit stehen, und hat diejenigen bekämpft, die ihre Macht für die Unterdrückung anderer missbrauchen.“

## Beiträge (Auswahl)
- Fugzettel, Gedichte, Prosa, Essays, Partituren, Performances, Zeichnungen, Audios, Videos, Installationen
  - Ulcus Molle Info. Zeitschrift. Hrsg.: Josef Wintjes. Nonkonformistisches Literarisches Informationszentrum. Bottrop, Deutschland 1976
  - Aufschäumende Gedichte. Lyrikanthologie. Seite 34 bis 38. „Hey Alter“, „Bei weitoffenem Auge“ und andere. Verlag Azid Pesse, Amsterdam 1978. ISBN 90-70215-04-7.
  - VIDEO CD. Festival. Kuratiert von Marie-Claude Vogric, Miha Vipotnik. Ljubljana, Slowenien 1983
  - Cantrills Filmnotes, issue 43/44. Zeitschrift. Hg. von Arthur & Corinne Cantrill. Melbourne, Australien 1984
  - 1st Intern. Festival of Film, TV and Video. Rio de Janeiro, Brasilien 1984
  - VIDEOCONGRESS - METASPRACHE. Video-Anthologie, Hg. von Rudi Frings, Uli Leistner, Eckhart Wirths. edition 235 video. Köln, Deutschland 1985
  - World Wide Video Festival. Den Haag, Holland 1985
  - Tokyo Video Festival. Organisiert von JVC. Tokio, Japan 1987
  - Festival POESIE TOTAL. Kuratiert von Tobias C. Biancone, Bernhard Streit. Bern, Schweiz 1987
  - Biotope. CC. Hg. von Alfred Goubran. edition selene. Klagenfurt, Österreich 1993.
  - Radio Municipal. Radio. Redakteur: Esteban Peicovich. Buenos Aires, Argentinien 1993
  - TEXT+SOUND Festival. Organisiert von Fylkingen. Stockholm, Schweden 1993
  - La Isla de Barataría. Zeitschrift. Hg. von Esteban Moore, Mario Sampaolesi. Buenos Aires, Argentinien 1994
  - Prometeo 39-40. Zeitschrift. Hg. von Fernando Rendón, Angela García. Medellín, Kolumbien 1995
  - baobab. l'europa sonora. 4 CCs. Hg. von Enzo Minarelli. Ferrara, Italien 1996
  - From classical to contemporary. CD. Hg. von Alexander Mayer. exptraplatte. Wien 1997. EX-316 167-2, lc 8202
  - UNION. Buch. Hg. von Jorge Luis Arcos, Enrique Sainz, Mayra Beatriz Martínez. Havanna, Cuba 1998. ISSN 0041-6770
  - Allen Ginsberg Memorial. Organisiert von Al Aronowitz. New York, USA 1998
  - son@rt. CD. Hg. von Jacques Donguy. son@rt 021, SACEM. Paris, Frankreich 2001
  - Homo Sonorus. An international anthology of sound poetry. Buch + 4 CDs. Hg. von Dmitry Bulatov. Kaliningrad, Russland 2001
  - Winternachten Overzee. Katalog. Hg. von Ayu Utami, Hasif Arnini, Lauren Bain. Jakarta, Indonesien 2001
  - Proposta 2001. Katalog. Hg. von Eduard Escoffet. Centre de Cultura Contemporània de Barcelona. Barcelona, Spanien 2001[10]
  - Alles Lalula. Songs & Poeme. Von der Beat-Generation bis heute. 2 CDs. Hg. von Wolfgang Hörner & Herbert Kapfer. Edition Lido im Eichborn Verlag. Frankfurt, Deutschland 2003. ISBN 3-8218-5241-0
  - Krypta. Discocathedrale. 2 CDs. Hg. von accenter. Balloon records. Wien, Österreich 2004. lc 02775
  - il verri. verbivocovisual. Buch + CD. Hg. von Giovanni Fontana. monogramma. Milano, Italien 2004
  - Europa erlesen. Buch. Hg. von Friedrich Baker. Wieser Verlag. Klagenfurt / Celovec 2004. ISBN 3-85129-449-1.
  - lyrikline.org. Online-Plattform. Literaturwerkstatt Berlin. Berlin & Internet 2004
  - Rukopis. Buch. Hg. von Petr Borkovec, Daniel Soukup. Prag, Tschechische Republik 2007. ISSN 1801-7630[11]
  - schema, Annuale di poesia e cultura (nuova serie). Buch. Hg. von Franco Manzoni. Milano, Italien 2007
  - Zlatna greda. Zeitschrift. Hg. von Jovan Zyblak. Novi Sad, Serbien 2008. ISSN 1451-0715

## Herausgebertätigkeit (Auswahl)
- Über die Lehr- und Lernbarkeit von Literatur. Hg. gemeinsam mit Dagmar Travner. Buch. edition Schule für Dichtung, Passagen Verlag. Wien 1993. ISBN 3-85165-048-4
- Poetiken. Dichter über ihre Arbeit, Vorlesungen. Buch. edition Schule für Dichtung, Passagen Verlag 1994. ISBN 3-85165-127-8
- Für h.c. Zum 75ten Geburtstag von H.C. Artmann. Hg. gemeinsam mit Christine Huber. Buch. edition Schule für Dichtung, Passagen Verlag. Wien 1996. ISBN 3-85165-241-X
- Sound poetry live. Allen Ginsberg, Wolfgang Bauer, Sainkho Namtchylak, Edward Sanders. CD. sfd records 1998
- Viva la Poesía. Nick Cave, Falco und Allen Ginsberg an der Schule für Dichtung. Songs, Bilder, Anekdoten. Buch & CD. Residenz Verlag. Wien – Salzburg – Frankfurt 2002. ISBN 3-7017-1337-5
- Falco: lyrics complete. Hg. von Christian Ide Hintze. Bearbeitet und mit einem Nachwort versehen von Peter Ernst. Buch. edition Schule für Dichtung, Residenz Verlag. Wien 2009. ISBN 978-3-7017-1529-9
- Falco's many languages. Poetologisches zum Werk Falcos. Buch. edition Schule für Dichtung, Residenz Verlag. Wien 2010. ISBN 978-3-7017-3183-1

## Lehrtätigkeit (Auswahl)
- 1976 10	Esslingen, Webergasse: Vorlesung auf der Straße, Übung mit Passanten: „Durchsuchung eines Sprachraums - Mundwerk, Mailart, Flugzettel“. Organisiert von Michael Schönemann und der Galerie „Qualerie“.
- 1979 05	Linz, Hochschule für technische und industrielle Gestaltung: Werkstattgespräch mit anschaulichen Beispielen: „Flugzettel, Plakat, Performance“. Organisiert von Wolf Sator für die Veranstaltungsreihe „Aktuelles Forum“.
- 1989 02	Rom, Deutsche Schule: Workshop zum Thema „Experimentelle Literatur“.
- 1992 09	Wien, Universität für angewandte Kunst: Klasse, Vorlesung, Lehrgespräche: „Die Sprechstimme“. Orale Traditionen, mehrstimmige Poesie. Organisiert von der Schule für Dichtung (sfd).
- 1993 10-11	Hanoi, Literaturinstitut Nguyên Du: Klasse, Vorlesung: „Wiener Traditionen der modernen Poesie“. Organisiert vom Literaturinstitut Nguyên Du.[12]
- 1995 06-07	Boulder, Jack Kerouac School of Disembodied Poetics: Klasse, Lehrgespräche, Podiumsdiskussion, Kolloquium, Vorlesung: „Sound poetry“. Organisiert von der Naropa University.
- 1996 06	Medellin, Escuela de Poesia: Vorlesung „Cultos y incultos“, Rede „Una piramida de luz“, Klasse „Voz y cuerpo“. Partiturprobleme, vokale Poesie, Dadaismus, Jitanjafora. Organisiert von Prometeo & sfd.
- 1996 06	Rosario, Festival Latinoamericano de Poesía: Podiumsdiskussion „La enseñanza de la poesía como problema“. Mit Marcela Armengod, Nelly Calame, Graciela Cariello, Roberto Retamoso. Organisiert vom Kulturamt der Stadt Rosario.
- 1997 09	Internet: digitale Klasse, Vorlesung, Chat: „Internet-icons“. Hieroglyphen & moderne Icons. Organisiert von der sfd.
- 1998 03	Düsseldorf, internationaler Kongress „Studienziel: Dichter“: Vortrag „Die literaturakademische Avantgarde“. Organisiert vom Ministerium für Schule und Weiterbildung, Wissenschaft und Forschung des Landes Nordrhein-Westfalen.
- 1998 09	Wien, Thermalbad Oberlaa: Klasse, Vorlesung, Lehrgespräche: „Schreiben im Wasser“. Mit Helga Pesserer. Organisiert vom Thermalbad Oberlaa & der sfd.
- 2000 12	Essen, Folkwang Hochschule: Mitglied der Expertenkommission „Lehrstuhl Text“, zur Frage der Inkorporation eines Programms für Creative Writing in das bestehende Curriculum.
- 2001 02	Wien, Universität für Musik und darstellende Kunst: Vorlesung, Übung „From soundpoetry to pop“. Organisiert von der Universität für Musik und darstellende Kunst.
- 2003 08	Denpasar & Jakarta, Komunitas Utan Kayu: Klasse, Lehrgespräche, Podiumsdiskussionen, Kolloquium: „Sound poetry pop“ Organisiert von Komunitas Utan Kayu & der sfd.
- 2005 10	Prag, Literární Akademie: Klasse: „Spoken sound poetry“. Organized by Literárni Akademie & European Network of Creative Writing Programmes.
- 2008 11	Orivesi, Orivesi College of Art: Vorlesung „7fold poetics“, Klasse „sound poetry for voice and body“. Organized by Orivesi College of Art.
- 2009 02	Barcelona, Universität von Barcelona: Vortrag „7fold poetics“. Kolloquium „Contemporary poetry, technologies and education“. Organized by the research group „POCIO.Poetry and education“.